# Cymbella
Cymbella ist eine Gattung der Kieselalgen (Bacillariophyta) mit etwa 17 Arten, die vorwiegend in Süßwasser vorkommen.

## Merkmale
Die Vertreter sind einzellige, längliche Kieselalgen. Die Einzelzellen haben die für Kieselalgen typische Schale aus zwei Theken. Die Schale ist in Seitenansicht rechteckig, in Schalenansicht ist sie asymmetrisch: eine Seite ist stark konvex gekrümmt, die andere nur leicht oder ganz gerade. Nur selten sind beide Seiten gleich stark gekrümmt. Die Zellen besitzen einen großen, H-förmigen Plastiden mit Pyrenoid, der durch Fucoxanthin goldbraun gefärbt ist. Beide Schalen besitzen eine Raphe. Die Zellen sind zu Kriechbewegungen in der Lage. Sie können durch einen Gallertstiel am Untergrund befestigt sein. Manche Arten bilden durch Gallertscheiden Kolonien. Die Zelllänge reicht von 10 bis 220 Mikrometer.
Die ungeschlechtliche Fortpflanzung erfolgt durch die typische Zweiteilung der Kieselalgen. Geschlechtliche Fortpflanzung erfolgt durch Isogamie oder Anisogamie, wobei pro Zelle zwei Gameten, selten nur einer, gebildet werden. Im Anschluss erfolgt während der Auxosporenbildung die Zellvergrößerung.

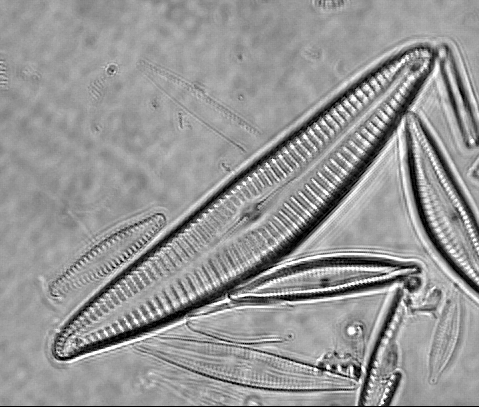
Cymbella sp.

## Vorkommen
Cymbella lebt auf Pflanzen (epiphytisch) oder als Plankton. Sie kommen in oligotrophen bis eutrophen Gewässern und Quellen vor.

## Belege
- Karl-Heinz Linne von Berg, Michael Melkonian u. a.: Der Kosmos-Algenführer. Die wichtigsten Süßwasseralgen im Mikroskop. Kosmos, Stuttgart 2004, ISBN 3-440-09719-6, S. 212.